# Eugenia memecylifolia
Eugenia memecylifolia är en myrtenväxtart som beskrevs av Talbot. Eugenia memecylifolia ingår i släktet Eugenia och familjen myrtenväxter. Inga underarter finns listade i Catalogue of Life.